# Вучје
Вучје је градско насељено место града Лесковца у Јабланичком округу. Према попису из 2022. било је 2.553 становника.
До 1965. године је ово насеље било седиште општине Вучје, коју су чинила насељена места: Барје, Бели Поток, Брза, Букова Глава, Бунуша (од које су настала данашња самостална насељена места Бунушки Чифлук, Горња Бунуша и Доња Бунуша), Црцавац, Чукљеник, Дрводеља, Гагинце, Горина, Горња Јајина, Игриште, Калуђерце, Кукуловце, Мелово, Мирошевце, Накривањ, Оруглица, Паликућа, Пресечина, Радоњица (тада под званичним називом Радоњице), Равни Дел, Славујевце, Стројковце, Шаиновац, Тодоровце, Велико Трњане, Вина, Вучје и Жабљане. После укидања општине подручје бивше општине је у целини ушло у састав општине Лесковац.

## Географија
Налази се приближно 17 km југозападно од града Лесковца и географски је центар подручја Поречје. Кроз Вучје протиче река Вучјанка по којој је место добило име. На реци Вучјанки, неколико километара изнад Вучја, налази се хидроцентрала из 1903. године која још увек ради. У близини Вучја налазио се средњовековни Зелен-град. Недалеко од Вучја налазе се и остаци Скобаљић града.
Вучје има дом здравља, полицијску станицу, фудбалски клуб ФК Вучје итд. Има основну школу „Бора Станковић“ и средњу школу „Светозар Крстић Тоза“. Ово место је и културно средиште краја, a у њега долазе млади из околних села да се забављају и друже.

## Демографија
У насељу Вучје живи 2649 пунолетних становника, а просечна старост становништва износи 41,3 година (40,2 код мушкараца и 42,3 код жена). У насељу има 1049 домаћинстава, а просечан број чланова по домаћинству је 3,11.
Ово насеље је великим делом насељено Србима (према попису из 2002. године).
|             | \| Демографија[1] \| Демографија[1] \| Демографија[1] \| \| Година \| Становника \| Становника \| \| -------------- \| -------------- \| -------------- \| \| 1948. \| 1.784 \| \| \| 1953. \| 1.943 \| \| \| 1961. \| 2.680 \| \| \| 1971. \| 3.178 \| \| \| 1981. \| 3.318 \| \| \| 1991. \| 3.492 \| 3.452 \| \| 2002. \| 3.258 \| 3.334 \| \| 2011. \| 2.865 \| \| \| 2022. \| 2.553 \| \| |            |
| Демографија | |            |
| Година      | Становника | Становника |
| 1948.       | 1.784 |            |
| 1953.       | 1.943 |            |
| 1961.       | 2.680 |            |
| 1971.       | 3.178 |            |
| 1981.       | 3.318 |            |
| 1991.       | 3.492 | 3.452      |
| 2002.       | 3.258 | 3.334      |
| 2011.       | 2.865 |            |
| 2022.       | 2.553 |            |

| Етнички састав према попису из 2002.‍ | Етнички састав према попису из 2002.‍ | Етнички састав према попису из 2002.‍ | Етнички састав према попису из 2002.‍ | Етнички састав према попису из 2002.‍ |
| ------------------------------------ | ------------------------------------ | ------------------------------------ | ------------------------------------ | ------------------------------------ |
|                                      |                                      |                                      |                                      |                                      |
| Срби                                 | Срби                                 |                                      | 3.195                                | 98,06%                               |
| Црногорци                            | Црногорци                            |                                      | 16                                   | 0,49%                                |
| Бугари                               | Бугари                               |                                      | 7                                    | 0,21%                                |
| Роми                                 | Роми                                 |                                      | 5                                    | 0,15%                                |
| Македонци                            | Македонци                            |                                      | 5                                    | 0,15%                                |
| Немци                                | Немци                                |                                      | 1                                    | 0,03%                                |
| Југословени                          | Југословени                          |                                      | 1                                    | 0,03%                                |
| непознато                            | непознато                            |                                      | 26                                   | 0,79%                                |

| Година пописа     | 1948. | 1953. | 1961. | 1971. | 1981. | 1991. | 2002. |
| ----------------- | ----- | ----- | ----- | ----- | ----- | ----- | ----- |
| Број домаћинстава | 347   | 401   | 667   | 841   | 881   | 937   | 1.049 |

| Број чланова      | 1   | 2   | 3   | 4   | 5  | 6  | 7 | 8 | 9 | 10 и више | Просек |
| ----------------- | --- | --- | --- | --- | -- | -- | - | - | - | --------- | ------ |
| Број домаћинстава | 152 | 274 | 208 | 247 | 87 | 65 | 9 | 5 | 2 | 0         | 3,11   |

| Пол    | Укупно | Неожењен/Неудата | Ожењен/Удата | Удовац/Удовица | Разведен/Разведена | Непознато |
| ------ | ------ | ---------------- | ------------ | -------------- | ------------------ | --------- |
| Мушки  | 1.389  | 362              | 912          | 82             | 30                 | 3         |
| Женски | 1.405  | 247              | 917          | 190            | 51                 | 0         |
| УКУПНО | 2.794  | 609              | 1.829        | 272            | 81                 | 3         |

| Пол    | Укупно                    | Пољопривреда, лов и шумарство | Рибарство                            | Вађење руде и камена | Прерађивачка индустрија       |
| ------ | ------------------------- | ----------------------------- | ------------------------------------ | -------------------- | ----------------------------- |
| Мушки  | 543                       | 80                            | 0                                    | 0                    | 179                           |
| Женски | 409                       | 25                            | 0                                    | 0                    | 212                           |
| УКУПНО | 952                       | 105                           | 0                                    | 0                    | 391                           |
| Пол    | Производња и снабдевање   | Грађевинарство                | Трговина                             | Хотели и ресторани   | Саобраћај, складиштење и везе |
| Мушки  | 23                        | 17                            | 28                                   | 5                    | 27                            |
| Женски | 5                         | 2                             | 29                                   | 8                    | 18                            |
| УКУПНО | 28                        | 19                            | 57                                   | 13                   | 45                            |
| Пол    | Финансијско посредовање   | Некретнине                    | Државна управа и одбрана             | Образовање           | Здравствени и социјални рад   |
| Мушки  | 1                         | 2                             | 69                                   | 29                   | 24                            |
| Женски | 1                         | 2                             | 8                                    | 26                   | 52                            |
| УКУПНО | 2                         | 4                             | 77                                   | 55                   | 76                            |
| Пол    | Остале услужне активности | Приватна домаћинства          | Екстериторијалне организације и тела | Непознато            | Непознато                     |
| Мушки  | 16                        | 0                             | 0                                    | 43                   | 43                            |
| Женски | 4                         | 0                             | 0                                    | 17                   | 17                            |
| УКУПНО | 20                        | 0                             | 0                                    | 60                   | 60                            |

## Засеоци Вучја
Вучје има 2 планинска засеока: Збежиште на око 600 m и Шутилицу на око 900 m надморске висине.

### Збежиште
Лоцирано је на језерској тераси непосредно изнад Скобаљић града и по странама ридова који се стрмо спуштају у Вучјанку изнад Соколице. Налази се на путу између Вучја и Големог села, а према трагу који се очувао у топонимији села у њему је радила и друмска механа.
Постоји више легенди које се тичу овог засеока. Према једној назив је добио по збегу у који су се људи из Вучја склањали у време великих опасности. Једна легенда каже да је овај засеок најстарије насеље у Поречју, па чак и да је могло бити подграђе самог града.
У доба развијене мануфактурне прераде дрвета, Збежиштанци су, као и сви Вучјанци, били јако ангажовани на тим пословима. Бавили су се и сточарством, земљорадњом и радили у фабрици у Вучју.

### Шутилица
Овај засеок подигнут је на присојним падинама Ките, преко пута Збежишта, од које је одваја дубока раседлина чијим дном тече река Вучјанка.
Шутилци су некада били вешти произвођачи вила, лопата и друге дрвенарије. Данас се на својим стрмим њивама баве земљорадњом и сточарством.
Оба засеока имају електрично осветљење.

## Галерија
- Поречје Вучје
- Дом културе
- Дом здравља
- Основна школа „Бора Станковић”
- Средња школа „Светозар Крстић Тоза”
- Парк у центру Вучја
- Стадион ФК Вучја
- Зграда првог среског НО одбора
- Зграда Југобанке и поште
- Хидроелектрана
- Река Вучјанка
- Црква Рођења Светог Јована Крститеља
- Воденица изнад села